# اچ‌ام‌سی‌اس کوتیکوک (کی۴۱۰)
اچ‌ام‌سی‌اس کوتیکوک (کی۴۱۰) (به انگلیسی: HMCS Coaticook (K410)) یک کشتی بود که طول آن ۲۸۳ فوت (۸۶٫۲۶ متر) بود. این کشتی در سال ۱۹۴۴ ساخته شد.